# Поль-П'єр Філіпп
'
Поль-П'єр Філіпп (фр. Paul-Pierre Philippe; 16 квітня 1905, Париж, Франція — 9 квітня 1984, Рим, Італія) — французький куріальний кардинал і ватиканський сановник, домініканець. Титулярний архієпископ Гераклеополя Великого з 28 серпня 1962 по 5 березня 1973. Секретар Священної Конгрегації у справах чернечих з 14 грудня 1959 по 29 червня 1967. березня 1973 по 27 червня 1980. Про-патрон Суверенного військового гостинного ордена Святого Іоанна, Єрусалима, Родосу та Мальти з 10 листопада 1978 по 9 квітня 1984. Кардинал-диякон з титулярною дияконією Сан-Піо-5 березня 1973 року по 2 лютого 1983 року. Кардинал-священик з титулом церкви pro hac vice Сан-Піо-V-а-Вілла-Карпеня з 2 лютого 1983 року.